# Nouveau château d'Oberdiessbach
Le nouveau château d’Oberdiessbach, à Oberdiessbach dans le canton de Berne, est l’un des monuments majeurs de l’architecture du XVIIe siècle en Suisse.

## Les châteaux antérieurs

### Le château-fort de Diessenberg
La seigneurie de Diessbach est attestée dès 1218 ; elle dépend alors de la famille de Kibourg, qui la cède successivement à divers vassaux. Son siège se trouvait au château-fort de Diessenberg, sur un site escarpé au sud-est de l’actuel village d’Oberdiessbach. La forteresse a été démolie par les Bernois en 1331 et il a fallu attendre 40 ans pour qu’un nouveau propriétaire, Antoine Senn de Münsingen, obtienne l’autorisation de la reconstruire au même emplacement.
Les droits seigneuriaux passent ensuite par diverses mains. En 1427, Nikolaus (Clewi) de Diesbach en acquiert la moitié, et en 1469, Niklaus et Guillaume de Diesbach parviennent à racheter l’autre moitié. Dès lors, la seigneurie est aux mains de cette famille de Diesbach qui abandonne le site fortifié, sans doute peu après 1469, lorsque le manoir médiéval situé en limite d’Oberdiessbach est transformé en château.

### Le Vieux Château
Un inventaire des biens de la seigneurie dressé vers 1450-1460 par le chroniqueur Diebold Schilling évoque l’existence, dans les hauts du village de Diessbach, d’un vieux manoir en bois, couvert de bardeaux. Après avoir réuni en leur possession l’ensemble des droits seigneuriaux, les deux cousins Nicolas et Guillaume de Diesbach établissent le siège de leur seigneurie dans ce manoir, bien plus accessible que l’ancien site médiéval. L’édifice, entouré d’un mur d’enceinte avec tours-portes fortifiées, est progressivement reconstruit et développé au XVIe siècle. C’est aujourd’hui un long bâtiment d’un étage sur rez-de-chaussée coiffé d’une imposante toiture à demi-croupes et précédé, côté cour, d’une tour d’escalier rectangulaire, reconstruite en 1669.
En 1647, Madeleine, veuve de Christophe de Diesbach, vend la seigneurie à son beau-fils, Sigmund de Watteville, et une année plus tard, celle-ci est reprise par le frère de Sigmund, le colonel Albert de Watteville, enrichi au service de France. Celui-ci entreprend en 1668 la construction du nouveau château.
À proximité, un imposant entrepôt à grains, en maçonnerie, a remplacé en 1613 un édifice plus ancien en bois. Il a été rénové et aménagé en logement en 2003.

## Le Nouveau Château
Après son retour au pays en 1654, Albert de Watteville commence par rénover sa maison en vieille ville de Berne (Marktgasse 21), qu’il fait orner de plafonds peints. Mais dix ans plus tard, alors qu’il a arrondi ses biens à Oberdiessbach, ce propriétaire songe à y construire un nouveau château au voisinage de l’ancien. Un certain L. Mory, à Sion, lui fournit deux plans architecturaux prévoyant aussi l’aménagement d’un vaste jardin à la française. Ceux-ci sont toutefois trouvés insuffisants et le maître de l’ouvrage s’adresse à Jonas Favre, de Neuchâtel. Celui-ci fournit dès 1668 de nombreux plans et dessins. Le chantier proprement dit dure de 1668 à 1670, avec la collaboration du maître-charpentier Jean-Georges Riedkessler, de Morges.

CH-NB - Oberdiessbach, Schloss - Collection Gugelmann - GS-GUGE-NÖTHIGER-F-34

Après la mort d’Albert de Watteville en 1671, c’est son héritier, Nicolas de Watteville (ou plutôt, ce dernier étant à l’étranger, c’est son père homonyme qui poursuit les travaux, notamment la pose des vitrages et des diverses canalisations. Adam Hess installe le grand poêle en faïence de l’actuelle salle à manger.
Ce somptueux édifice, chef d’œuvre du patrimoine profane bernois de cette époque et premier château d’inspiration française dans la région, est précédé d’une cour d’honneur. La façade principale comporte deux larges ailes latérales de deux niveaux ajourés chacun de trois fenêtres à meneaux, tandis que le corps central, en retrait et entièrement en pierre de taille, comporte deux galeries à trois arcades superposées. Elles ont été très soigneusement dessinées et proportionnées par Jonas Favre, qui se fonde sur des modèles classiques.
L’intérieur en impose par son majestueux escalier organisé autour d’un jour carré, et par ses pièces d’apparat. La grande salle du rez-de-chaussée, restaurée en 2010, sous un plafond à caissons, est ornée d’une imposante série de tapisseries d’Aubusson commandées en 1755, représentant des paysages parsemés de ruines antiques.
L’actuelle salle à manger, elle aussi couverte d’un plafond à caissons, est revêtue de lambris à pilastres ioniques, Elle se chauffe au moyen d’un monumental poêle à tour en faïence à décor bleu dû au fumiste Adam Hess de Soleure.
Un autre salle d’apparat, à l’étage, a également conservé de nombreux éléments de son décor d’origine, avec de somptueux encadrements de porte et de cheminée ornée de vues du peintre Albrecht Kauw, alternant avec des panneaux à tapisseries de cuir de Cordoue doré et gaufré.
Enfin, le « salon peint » est lui aussi un chef d’œuvre de la décoration d’intérieur baroque des années 1670-1680. Là aussi, les murs sont garnis de tapisseries, commandées à Aubusson au milieu du XVIIe siècle, Les portes et les murs, somptueusement sculptés, dorés et peints, répondent au plafond conçu d’après des planches de modèles ornementaux tels qu’en publia notamment le graveur parisien Jean Lepautre. Le médaillon central illustre Mars et Vénus. Albrecht Kauw et son atelier ont joué un rôle important dans la confection de ce décor.
Le pavillon septentrional comporte des pièces à caractère plutôt privé, néanmoins richement décorés, elles comportent également des décors peints par Kauw père et fils.

### Jardins
Le vaste jardin à la française, avec de délicat parterres, ainsi que le potager et la riche arborisation du verger ont été dessinés très minutieusement en 1725 par l’architecte Albrecht Stürler .